# Леотар, Филипп
Филипп Леотар (фр. Philippe Paul André Léotard; 28 августа 1940, Ницца — 25 августа 2001, Париж) — французский актёр театра и кино, поэт и певец.

## Биография
Филипп Леотар родился в Ницце, в семье Андре Леотара (1907—1975), мэра коммуны Фрежюс. Всего в семье было семеро детей — четыре сестры и три брата, из которых старшим был Филипп. Один из младших братьев Филиппа — политик, министр обороны Франции в 1993—1995 годах Франсуа Леотар. Дед Леотара — Анж Томази, один из пионеров фотографии во Франции, Филипп также именовал себя праправнучатым племянником клоуна Леотара, основателя цирка Бульони, придумавшего летающую трапецию и цирковой женский костюм.
В детстве, живя у своей бабушки в Аяччо, Филипп переболел острой ревматической лихорадкой, приковавшей его к постели. Во время болезни он читает множество книг из семейной библиотеки, увлекаясь поэзией. Его любимыми поэтами были Бодлер, Лотреамон, Рембо, Сандрар. Увлекается прозой Гюго и Флобера.
В 18 лет вступает во Французский Иностранный легион в Бонифачо, но уходит со службы. С 1958 по 1959 учится на подготовительных курсах в лицее Генриха IV, но в Высшую нормальную школу в Париже его не принимают. Учёбу продолжает в Сорбонне, где становится лиценциатом в области искусств. Там, в среде студенческого театрального общества Парижа, он встречает Ариану Мнушкину, вместе с которой в 1964 году организовывает Театр дю Солей («Театр Солнца»). В то же время преподаёт литературу и философию в Коллеж Сент-Барб вплоть до 1968 года. В 1970 году покидает Театр Солнца и переходит в Национальный народный театр.
Благодаря Клоду Соте и Франсуа Трюффо Филипп проявляет интерес к кинематографу, продолжая работу в театре. Первые шаги в кино делает у Трюффо, сыграв в его фильмах «Семейный очаг» (1970) и «Две англичанки и „Континент“» (1971). Свою первую главную роль сыграл в фильме «После двадцати лет в горах Орес» Рене Вотье, а первый большой успех пришёл с выходом фильма «Кот и мышь» (1975) Клода Лелуша. В том же году играет роль в американском фильме «Французский связной 2» Джона Франкенхаймера. В 1977 году номинируется на премию «Сезар» за лучшую мужскую роль второго плана в фильме Ива Буассе «Следователь Файяр по прозвищу Шериф», а в 1983 году удостаивается этой премии за лучшую мужскую роль в «Осведомителе» (опередив номинированных Жерара Депардьё и Лино Вентуру). В этом же году в фильме «Чао, паяц» он играет комиссара полиции, также побитого жизнью как и герой Колюша. На этот период приходится пик карьеры Леотара в кино.
Впоследствии, в его фильмографии появляются роли более полные личных переживаний, такие как «Прощай, барсук», «Малиновка», «Невежа», «Юг».
В 1990-х при содействии композитора и аккордеониста Филлиппа Севена Леотар начинает карьеру певца. Его первые два альбома À l’amour comme à la guerre и Philippe Léotard chante Léo Ferré через год после смерти Лео Ферре удостаиваются премий Académie Charles-Cros. В 1997 году Леотар получает поэтическое гран-при от SACEM. В том же году играет свою последнюю роль в кино.
Филипп Леотар умер 25 августа 2001 года не дожив 3-х дней до своего 61-летия от дыхательной недостаточности в одной из парижских клиник. Его прах покоится на кладбище Монпарнас.

## Личная жизнь
Филипп Леотар был женат на актрисе Лилиан Колье, в браке с которой родилось двое детей — Фредерик и Летиция. Леотар покинул семью, повстречав Натали Бай, роман с которой продолжался с 1974 по 1981 годы. В 1986 году, находясь в глубокой депрессии, Филипп встретил Эмманюэль Гильбо, вернувшей ему вкус к жизни. У них родилась дочь Фостин.
Леотар был зависим от алкоголя и наркотиков, что драматически сказывалось на его голосе. В 1995 году он был условно осуждён на полтора года за незаконный оборот кокаина. В 1999 году, в результате нездорового образа жизни, он почувствовал себя плохо на съёмках, и был на короткое время госпитализирован. За свою жизнь пережил множество передозировок и две алкогольные комы. Под конец жизни был частично парализован и у него обнаружился рак языка.

## Память
Дань памяти Филиппу отдал Франсуа Леотар в автобиографической книге «Брату, живущему в моём сердце».

## Избранная фильмография
- 1970 — Семейный очаг
- 1971 — Макс и жестянщики
- 1971 — Две англичанки и «Континент»
- 1972 — День Шакала — констебль
- 1972 — Такая красотка, как я
- 1974 — Джульетта и Джульетта
- 1974 — Середина мира
- 1975 — Травля — Поль Данвиль
- 1975 — Кот и мышь — Пьер Шемен
- 1975 — Французский связной 2 — Жак
- 1975 — Добрые и злые — продавец Citroën
- 1977 — Следователь Файяр по прозвищу Шериф — инспектор Марек
- 1982 — Шок — Феликс
- 1982 — Осведомитель — Деде Лаффон
- 1983 — Чао, паяц — полицейский Бауэр
- 1984 — Пиратка — № 5
- 1988 — Философский камень
- 1995 — Элиза
- 1995 — Отверженные — Тенардье

## Дискография
- 1990 — À l’amour comme à la guerre
- 1994 — Philippe Léotard chante Léo Ferré
- 1996 — Je rêve que je dors
- 2000 — Demi-mots amers

## Документальные фильмы
- 2013 — Братья Леотар: навеки вместе / Les frères Léotard, à la vie à la mort (реж. Ранва Стефан / Ranwa Stephan)
- 2014 — Министр и шут / Le ministre et le saltimbanque (реж. Тьерри Цирнхельд / Thierry Zirnheld, Дилип Варма / Dilip K. Varma)